# Trychnopalpa
Trychnopalpa is een geslacht van vlinders van de familie tastermotten (Gelechiidae).

## Soorten
- T. fornacaria (Meyrick, 1913)
- T. phalacrodes (Meyrick, 1913)